# Maierhöfen
Maierhöfen település Németországban, azon belül Bajorországban. Lakosainak száma 1524 fő (2023. december 31.). Maierhöfen Isny im Allgäu és Grünenbach községekkel határos.

## Népesség
A település népessége az elmúlt években az alábbi módon változott:
| Lakosok száma | 801  | 1133 | 1401 | 1550 | 1583 | 1567 | 1563 | 1598 | 1576 | 1524 |
|               | 1875 | 1970 | 1975 | 2011 | 2013 | 2014 | 2016 | 2019 | 2021 | 2023 |